# St Chad’s Church (Shrewsbury)

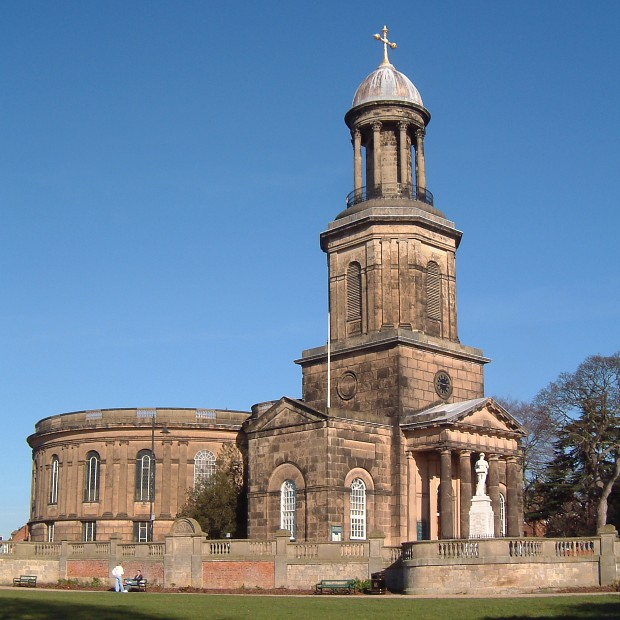
St Chad’s Church

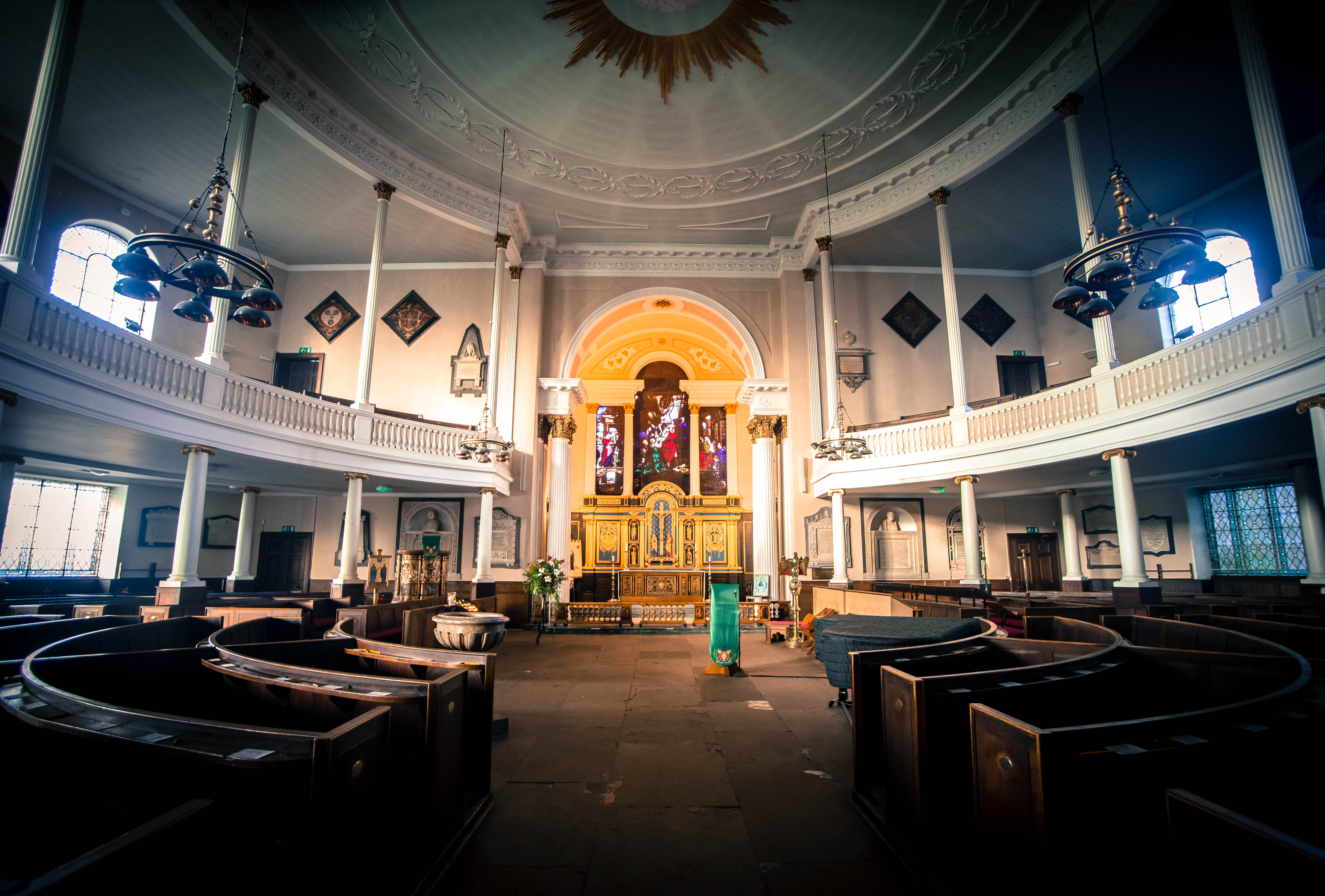
Kirchenraum

Die der Church of England zugehörige St Chad’s Church ist eine Pfarrkirche (parish church) in der Stadt Shrewsbury in der westenglischen Grafschaft (county) Shropshire trägt das Patrozinium des hl. Chad von York († 672); sie ist als Grade-I-Bauwerk eingestuft und gehört zum Major Churches Network.

## Lage
Die etwa 75.000 Einwohner zählende Stadt Shrewsbury liegt in der Region West Midlands innerhalb einer Schleife des Flusses Severn in einer Höhe von ca. 70 m. Die Großstadt Birmingham ist ungefähr 75 km (Fahrtstrecke) in südöstlicher Richtung entfernt; die Großstadt Liverpool liegt gut 100 km nördlich. Die St-Chad’s-Kirche liegt unweit der römisch-katholischen Kathedrale bei einem Park am südwestlichen Stadtrand.

## Geschichte
Seit dem Mittelalter ist eine dem hl. Chad von York gewidmete Kirche in Shrewsbury nachgewiesen. Der letzte Kirchenbau war jedoch Ende des 18. Jahrhunderts in einem baufälligen Zustand; in einer Nacht des Jahres 1788 stürzte die Kirche ein. Der beschlossene Neubau wurde an neuer Stelle und in völlig neuer Gestalt innerhalb von nur zwei Jahren (1790–1792) fertiggestellt.

## Architektur
Ein im Untergeschoss quadratischer, dann achteckiger Glockenturm schließt nach oben mit einer funktionslosen, im Grundriss runden Laterne ab. Ein vorgesetzter Portikus mit Dreiecksgiebel führt in das Innere des Bauwerks, das durch seinen runden Grundriss mit säulengestützten Emporen überrascht. Der Rundbau ist flachgedeckt, besitzt aber eine Balustrade am Rand des Daches.

## Ausstattung

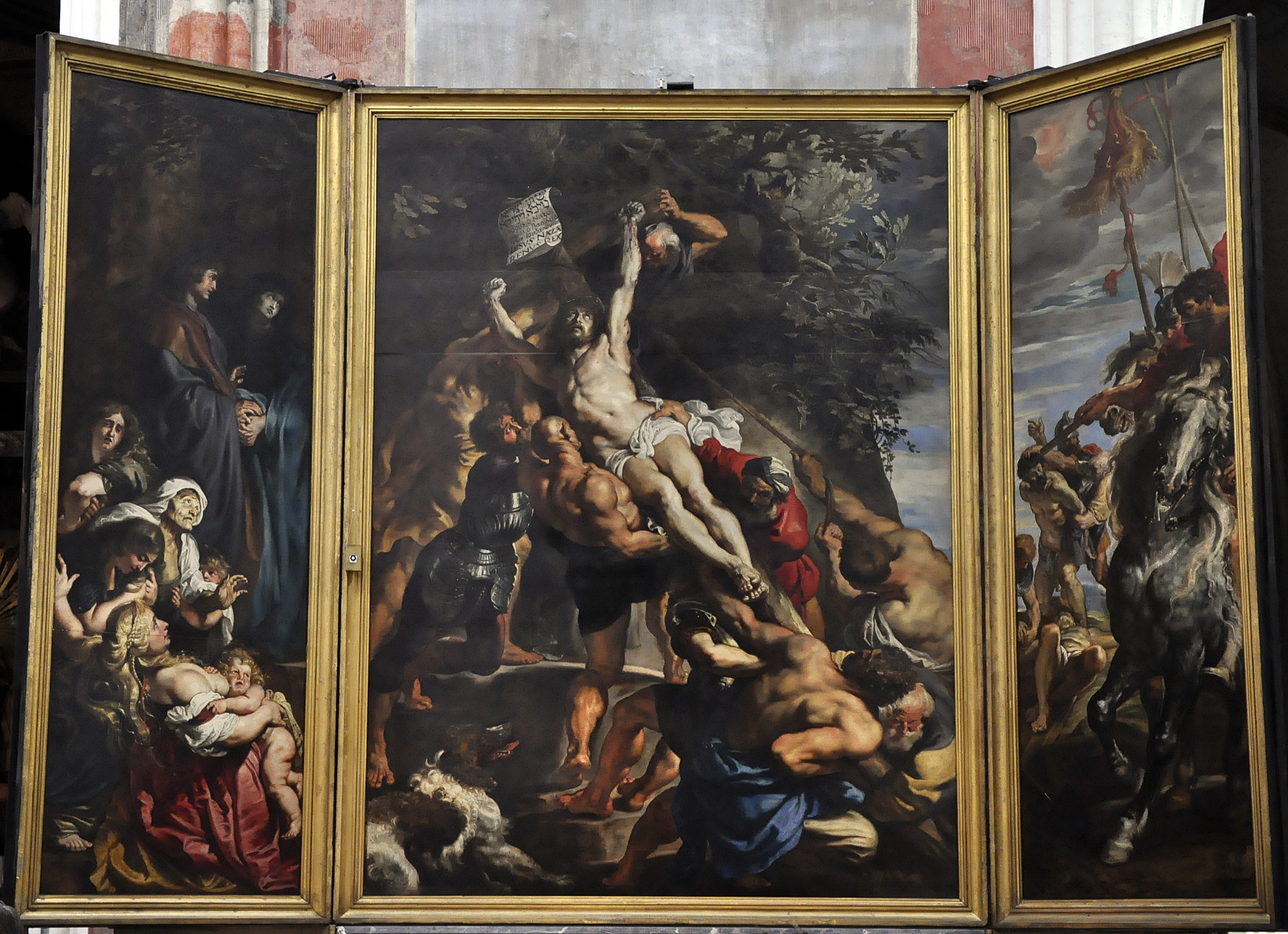
Original der Kreuzaufrichtung von P. P. Rubens

Die Ausstattung beschränkt sich Wesentlichen auf den Altar, seine Rückwand (reredos) und das dreigeteilte Fenster darüber. In letzterem findet sich eine um das Jahr 1842 angefertigte gläserne Kopie des Gemäldes der Kreuzaufrichtung von Peter Paul Rubens aus der Kathedrale von Antwerpen gerahmt von zwei weiteren biblischen Szenen.

## Sonstiges
Am 15. November 1809 wurde Charles Darwin in der Kirche getauft.